# نبع الصخر

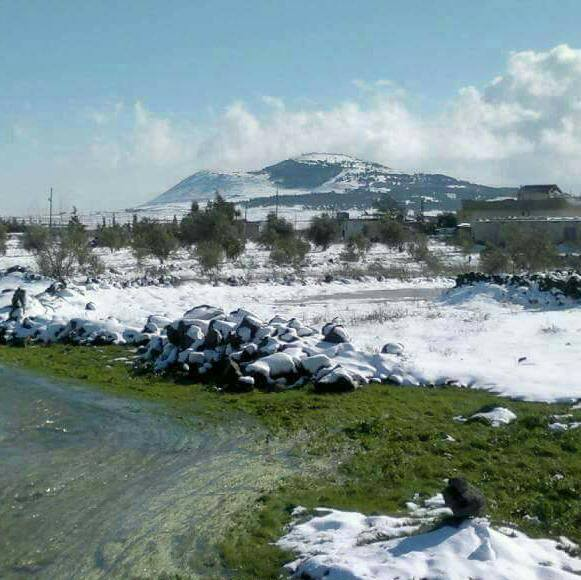
ثلوج نبع الصخر

نبع الصخر هي قرية سورية تقع على بُعد 16 كم تقريباً من مدينة «القنيطرة» في الجزء الجنوبي الشرقي من المحافظة ضمن ما يمسى ريف القنيطرة الأوسط، على أرض منبسطة شمال غرب تل الحارة بـ 3 كم، وتبلغ مساحتها حوالي 70 كم مربع متميزة بكثرة ينابيعها وصخورها البازلتية. تعود القرية لعصور تاريخية قديمة فيها الكثير من الشواهد الأثرية ذات الأصول الرومانية ولعل تل نبع الصخر الأثري أهمها.
سميت «نبع الصخر» بهذا الاسم لوجود الينابيع التي تنبع جميعها من الصخور مثل نبع «عين خيزر» إلى الشمال الغربي من القرية بالإضافة إلى نبع «عين الكبيرة» إلى الشمال الشرقي وهنالك نبع «عين أم حقاف» ونبع «عين بندر» و«عيون مرزن» إلى الشمال من القرية.

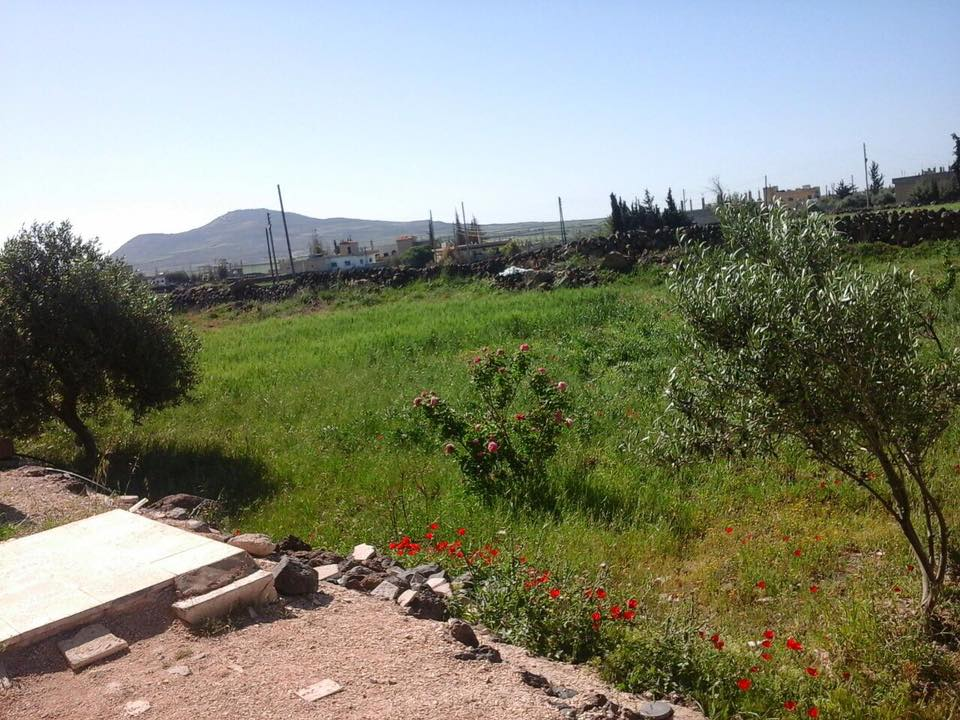
الطبيعة في نبع الصخر